# No (álbum)
No es el álbum debut de la banda de ska y punk mexicana Tijuana No!. 

## Información del álbum
Fue grabado y publicado originalmente en 1990 por el sello discográfico independiente Rock and Roll Circus. Posteriormente, en 1992 fue reeditado por Culebra Records y BMG Ariola con ligeros cambios en la portada. El sencillo más recordado del álbum es el mismo que publicaron las disqueras que lo reeditaron y con el que la banda se hizo conocida: «Pobre de ti», dicha canción y video les otorga el premio al mejor video de rock alternativo mexicano, ganando el Premio la Almohada de Oro en Monterrey, Nuevo León.
. El álbum también es conocido como Tijuana No!. Cuenta con la participación del cantante Manu Chao (exintegrante de Mano Negra) y Sax de La Maldita Vecindad.

## Lista de canciones[2]
| No    |                                      |              |          |  |
| N.º   | Título                               | Escritor(es) | Duración |  |
| 1.    | «Cowboys asesinos»                   |              | 2:54     |  |
| 2.    | «El fantasma»                        |              | 3:20     |  |
| 3.    | «Niños de la calle»                  |              | 3:46     |  |
| 4.    | «Kill Steal» (feat. Manu Chao)       |              | 3:14     |  |
| 5.    | «Fiesta de barrio» (feat. Manu Chao) |              | 5:39     |  |
| 6.    | «Soweto»                             |              | 4:30     |  |
| 7.    | «Sí»                                 |              | 5:02     |  |
| 8.    | «Pobre de ti»                        |              | 4:40     |  |
| 9.    | «Cada segundo»                       |              | 3:35     |  |
| 10.   | «La vaca»                            |              | 2:51     |  |
| 11.   | «El sordo»                           |              | 4:17     |  |
| 12.   | «Alí Baba (y sus 40 mil ladrones)»   |              | 3:37     |  |
| 13.   | «La migra»                           |              | 4:09     |  |
| 48:34 |                                      |              |          |  |

## Posicionamiento en listas
| Publicación   | País           | Premio                                                  | Año  | Puesto |
| ------------- | -------------- | ------------------------------------------------------- | ---- | ------ |
| Alborde       | Estados Unidos | Los 250 álbumes más importantes del Rock Iberoamericano | 2006 | 127    |
| Region Cuatro | México         | Los 70 mejores discos de México                         | 2011 | 52     |